# Tratados entre Roma y Cartago

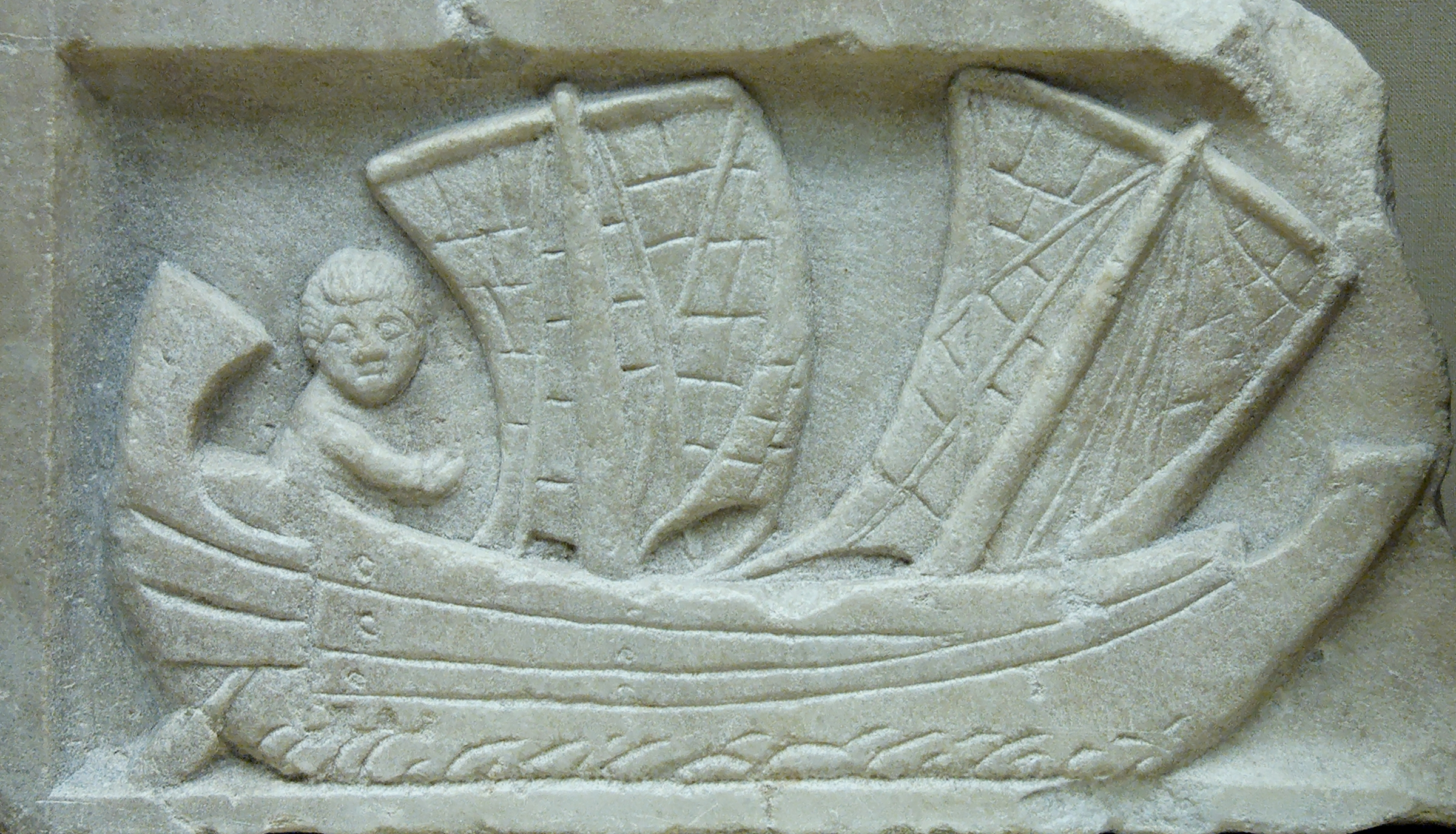
Relieve de una corbita romana encontrada en las ruinas de Cartago. La disputa en el control del comercio marítimo entre ambas naciones llevó a que se ensayaran, en diversos acuerdos, repartos de áreas de influencia en el Mediterráneo.

Los tratados entre Roma y Cartago son de fundamental importancia para la comprensión de las relaciones, no solo diplomáticas, entre las dos ciudades más importantes del Mediterráneo occidental por aquellos tiempos. Estos pactos revelan los cambios en la forma en que Roma se percibía a sí misma y en la percepción que Cartago tenía sobre Roma, y revelan la diferencia entre apariencias y realidad: lo que probablemente para ambas ciudades significaba la diferencia entre la guerra y la paz, la victoria y la destrucción, que cambiaron la historia del Mediterráneo y en cierto modo de toda la civilización occidental, fuertemente influida por la Roma Imperial.
Como ciudades estado que pasaron a ser imperios, Roma y Cartago encontraron necesario regular sus intereses recíprocos y respectivas zonas de influencia. Durante siglos, operaron juntas como aliadas. Sus intereses y métodos de expansión eran, en efecto, simétricos entre sí:
- Roma no se entrometía en el mar, comprometida como estaba, primero, en defenderse de sus enemigos cercanos: samnitas, etruscos, galos y griegos, y después, en conquistarles.
- Cartago, sin un verdadero ejército ciudadano y encallada en Sicilia por los griegos, se mostró indecisa con respecto a su política expansionista: mientras el partido aristocrático se inclinaba a expandir el poder de la ciudad por tierra, sometiendo a los territorios vecinos, el partido mercantil estaba más interesado en explotar nuevas rutas comerciales.

Si bien esta simetría no sería suficiente para contener las hostilidades, gracias a cuatro tratados principales, estipulados y aceptados por ambas potencias, las relaciones entre Roma y Cartago siguieron un camino de recíproca tolerancia durante varios siglos.

## Contexto

### Cartago

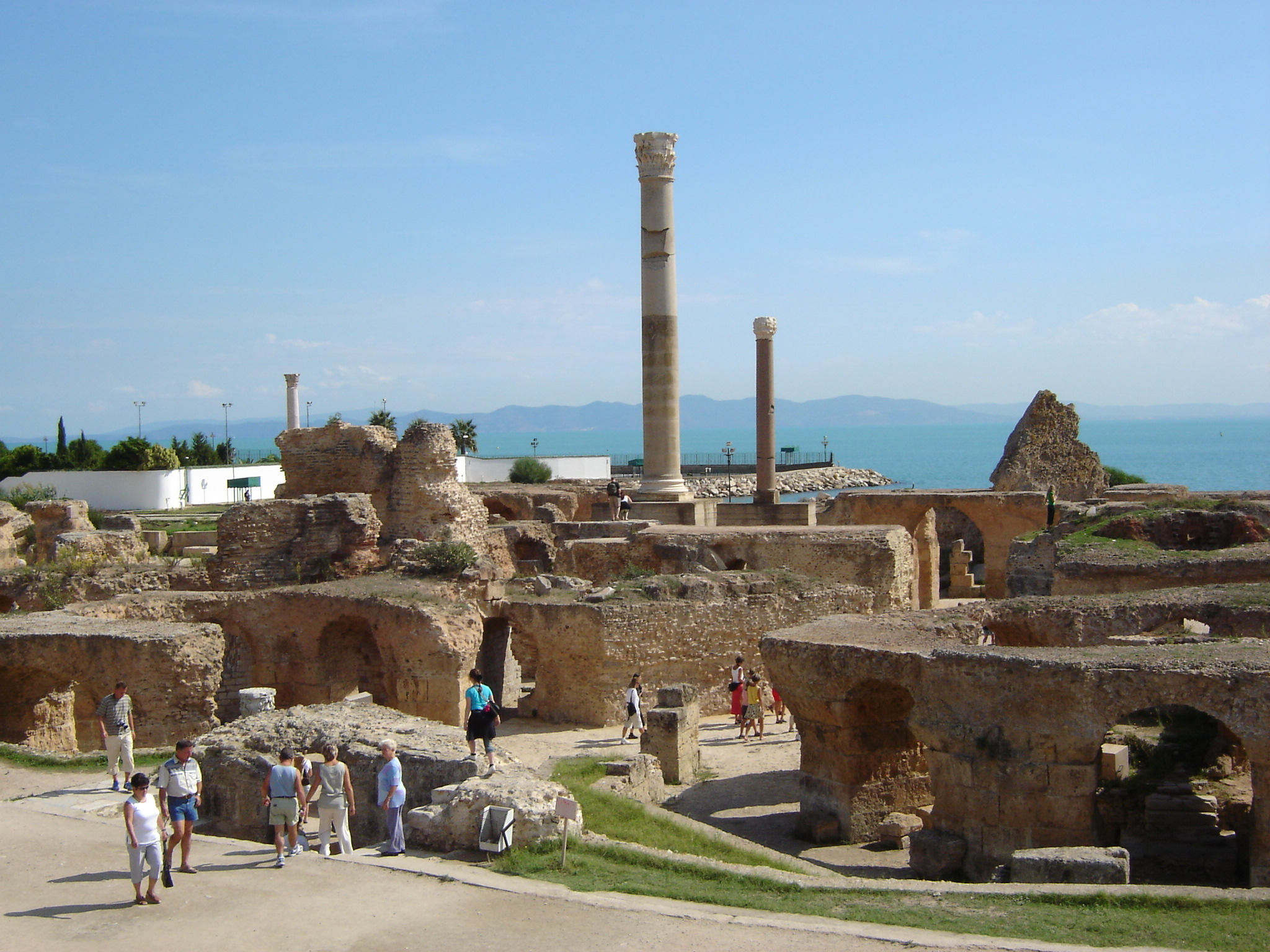
Ruinas de Cartago

Cartago fue fundada en el 814 a. C. por colonos fenicios de Tiro, que llevaron consigo la adoración al dios de la ciudad, Melqart. Según la tradición, la líder de los colonos era Dido ―conocida también como Elisa―, fugada de Tiro por razones políticas. Ya en el siglo VI a. C. los marineros y comerciantes de Cartago eran conocidos a lo largo de todo el Mediterráneo occidental, y caricaturizados en las comedias griegas. En el siglo IV a. C., tras una serie de conquistas militares, Cartago controlaba extensos territorios en el golfo de Sirte, en la actual Libia, por el este, y gran parte de las costas de Numidia e Iberia, por el oeste. Las costas de Cerdeña y Córcega se hallaban bajo control cartaginés cuando la ciudad-estado intentó, mediante tres guerras entre el 408 y el 307 a. C., conquistar Sicilia. Estas guerras no fueron suficientes para controlar la isla, ampliamente colonizada por los griegos. Principalmente interesada en el comercio, los ciudadanos solo estaban obligados a ejercer el servicio militar para defender a la propia ciudad en caso de amenaza directa. Esta ausencia de una fuerza ciudadana propia obligaba a que el ejército estuviera compuesto sobre todo por soldados extranjeros, como libios, hispanos, galos o griegos.

### Roma

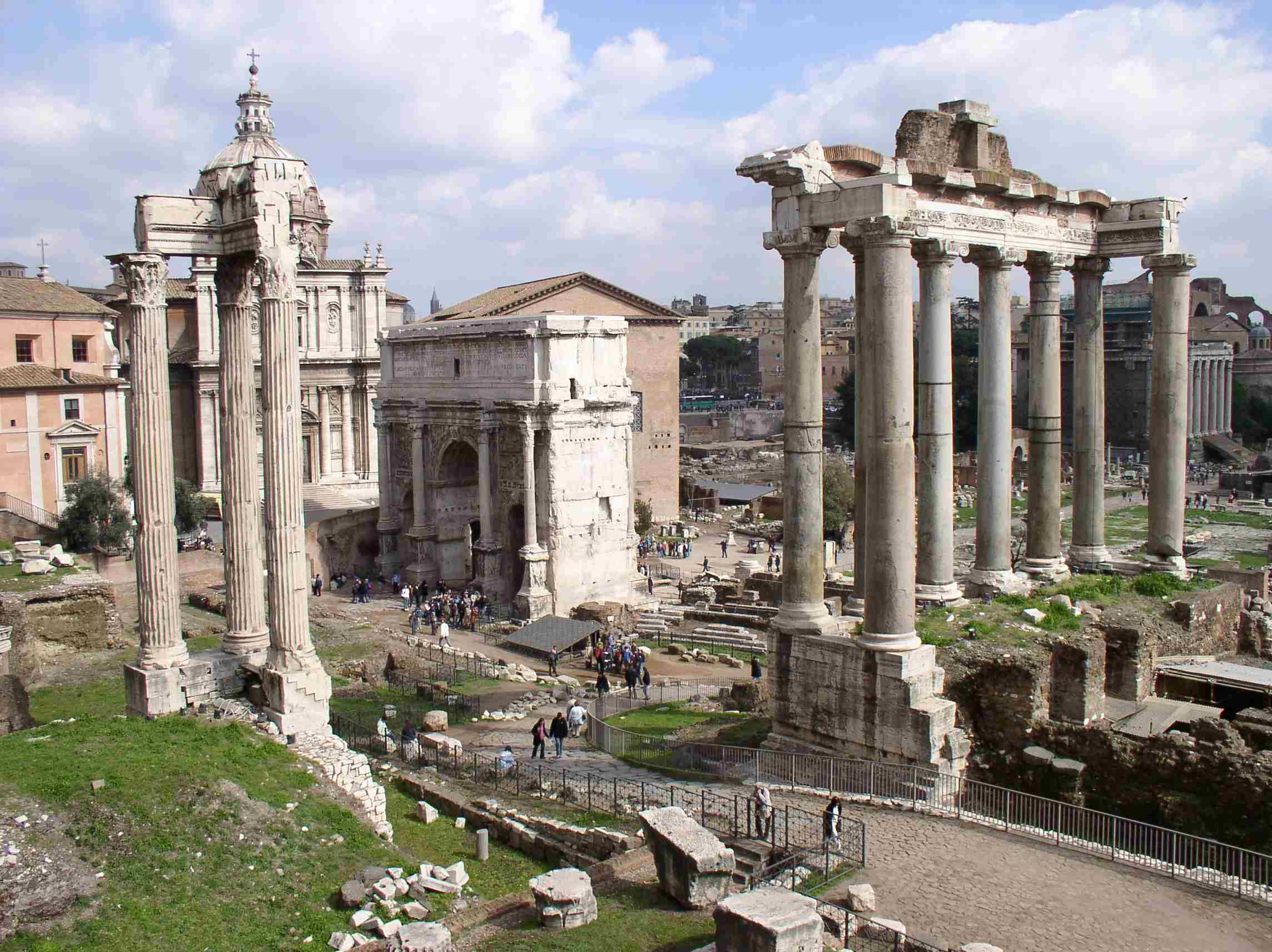
Ruinas de Roma

Roma fue fundada apenas setenta años después que Cartago (753 a. C.), según Marco Terencio Varrón. En los primeros cinco siglos de su historia, Roma se vio envuelta en una extenuante serie de guerras con sus vecinos, lo cual llevó a la especialización del ejército romano, inicialmente formado por pastores y campesinos, en la guerra terrestre. Más que a través del comercio, la economía romana creció mediante el control económico sobre sus enemigos vencidos: imposición de tributos, redistribución de tierras conquistadas. En ocasiones utilizaron a sus enemigos sometidos como aliados militares (foederati). Roma dependía de la flota griega o etrusca para el comercio marítimo.

### Complementariedad
En el siglo II a. C. una gran línea dividía el comercio del Mediterráneo: los mares Egeo, Adriático y Jónico estaban controlados principalmente por las ciudades marítimas griegas, situadas en Grecia, Asia Menor y, después de Alejandro Magno, también en Egipto. El Mediterráneo occidental era la zona comercial de los cartagineses, con la excepción del mar Tirreno, donde Cartago compartía las aguas con los etruscos y con las colonias griegas del sur de Italia.
- Cartago, como potencia naval, utilizaba principalmente los beneficios obtenidos en el comercio para financiar la guerra.
- Roma, potencia terrestre, utilizaba los botines conseguidos en la guerra para pagar bienes procedentes del comercio.

Vino a crearse, por tanto, una extraordinaria complementariedad económica y política que, de mantenerse, habría permitido probablemente el desarrollo conjunto de las costas del norte y sur del Mediterráneo, algo que sin embargo no ocurrió.

## Primer tratado

Principales áreas de influencia en el Mediterráneo occidental hacia el 509 a. C.

El primer tratado entre las dos ciudades-estado fue establecido en el año de la fundación de la República de Roma, el 509 a. C. La datación es de Marco Terencio Varrón, y difiere ligeramente de la que ofrece Polibio. El historiador griego, por su parte, sitúa la fecha del tratado durante la primera guerra médica, al mismo tiempo que Jerjes cruzaba el Helesponto (siglo V a. C.).

Los primeros tratados que se llevaron a cabo entre romanos y cartagineses fueron en tiempo de Lucio Junio Bruto y Marco Horacio, los dos primeros cónsules nombrados tras las caída del Rey, a quienes fue consagrado el templo de Júpiter Capitolino. Estos eventos ocurrieron veintiocho años antes del paso de Jerjes a la Grecia. Transcribimos aquí su contenido, dándoles la interpretación más exacta de la que somos capaces.
Polibio, Historias, III, 22.

El derrocamiento de Tarquinio el Soberbio se produce durante la guerra con la vecina ciudad de Ardea. Nace así la república romana y sus primeros cónsules. Derrocado un rey etrusco, Roma necesita asegurar sus aprovisionamientos, garantizados en su mayor parte por mercaderes griegos y, sobre todo, etruscos: la ciudad etrusca de Caere y su puerto, Pirgi, suplían por entonces a Roma. Los romanos, por tanto, buscaron el apoyo de los cartagineses, quienes ya operaban en Caere, como demuestra el hallazgo en Pirgi de las llamadas «láminas de Pirgi», escritas tanto en etrusco como en fenicio.
Al mismo tiempo, Cartago estaba comprometida en combates con las colonias griegas del Mediterráneo occidental. Las ciudades griegas en la costa meridional de Italia y oriental de Sicilia complicaban el comercio cartaginés con las poblaciones del interior. En Iberia y Provenza, Cartago competía con las colonias focenses. Tras la batalla de Alalia, en la que los cartagineses, aliados a los etruscos, derrotaron a una armada griega, Córcega y el Tirreno pasaron a manos etruscas, mientras Cerdeña y la parte occidental de Sicilia quedaban bajo control púnico (la parte oriental de Sicilia permanecería en manos de los griegos durante varios siglos más). Dos decenios más tarde, en el 510 a. C., Cartago tuvo que enfrentarse a las incursiones espartanas en el oeste de Sicilia.

### Texto
Γίνονται τοιγαροῦν συνθῆκαι Ῥωμαίοις καί Καρχηδονίοις πρῶται, κατὰ Λεύκιον Ἰούνιον Βροῦτον καὶ Μάρκον Ὡράτιον, τοὺς πρώτους κατασταθέντας ὑπάτους... ταῦτα δ΄ἔστι πρότερα τῆς Ξέρξου διαβάσεως εἰς τὴν Ἑλλάδα τριάκοντ΄ἔτεσι λείπουσι δυεῖν. ἃς καθ ὅσον ἦν δθνατὸν ἀκριβέστατα διερμηνεύσαντες ἡμεῖς ὑπογεγράφαμεν.[...]. ἐπὶ τοῖσδε φιλίαν εἶναι Ῥωμαίοις καὶ τοῖς Ῥωμαίων σύμμαχοις καὶ Καρχηδονίοις καὶ τοῖς Καρχηδονίων σύμμαχοις μὴ πλεῖν 'Ρωμαίους μηδὲ τοὺς Ῥωμαίων συμμάχους ἐπέκεινα τοῦ Καλοῦ ἀκρωτερίου, ἐὰν μὴ ὑπὸ χειμῶνος ἢ πολεμίων ἀναγχασθῶσιν ἐὰν δέ τις βίᾳ κατενεχθῇ, μὴ ἐξέστω αὐτῷ μηδὲν ἀγοράζειν μηδὲ λαμβάνειν πλὴν ὅσα πρὸς πλοίου ἐπισκευὴν ἢ πρὸς ἱερά, ἐν πέντε δ'ἡμέραις ἀποτρεχέτω. Τοῖς δὲ κατ'ἐμπορίαν παραγινομένοις μηδὲν ἔστω τέλος πλὴν ἐπὶ κήρκι ἢ γραμματεῖ. Ὅσα δ' ἂν τούτων παρόντων πραθῇ, δημοσίᾳ πίστει ὀφειλέσθω τῷ ἀποδομένῳ, ὅσα δ΄ἂν ἢ ἐν Λιβύῃ ἢ ἐν Σαρδόνι πραθῇ. Ἐὰν Ῥωμαίων τις εἰς Σικελίαν παραγίγνεται, ἧς Καρχηδονίοι ἐπάρχουσι, ἴσα ἔστω τὰ Ῥωμαίων πάντα. Καρχηδόνιοι δὲ μὴ άδικείτωσαν δῆμον Ἀρδεατῶν, Ἀντιατῶν, Λαρεντίνων, Κιρκαιιτῶν, Ταρρακινιτῶν, μηδ'ἄλλον μηδένα Λατίνων, ὅσοι ἂν ὑπήκοοι ἐὰν ὡς πολέμιοι εἰς τὴν χώραν εἰσελθῶσιν, ἐν τῇ χώρᾳ μὴ ἐννυκτερευέτωσαν.
(Polibio, Historias, III, 22)
Habrá alianza entre romanos y cartagineses y sus aliados respectivos con estas condiciones: no navegarán los romanos y sus aliados más allá del Bello Promontorio, a no ser que los impela alguna tempestad o fuerza enemiga, y, en caso de ser alguno empujado por fuerza, no le será lícito comprar ni llevarse nada, excepto lo que sea necesario para mantenimiento del barco o para el culto de sus dioses, y partirá en el plazo de cinco días. Los que vengan a comerciar no pagarán derecho alguno más que el del pregonero y el del escribano. En todo lo que sea vendido en presencia de éstos, la fe pública servirá de garante al vendedor, bien se efectúe la venta en África o bien en Cerdeña. Si algún romano aportase a aquella parte de Sicilia en la que dominan los cartagineses, guárdesele en todo igual derecho. Los cartagineses no ofenderán a los ardeatos, antiatos, laurentinos, circetas, tarracinetas, ni otro pueblo de los latinos que obedezca a los romanos. Se abstendrán de hacer agravio a las ciudades aliadas, aunque no estén bajo la dominación romana. Si tomasen alguna, la restituirán íntegra a los romanos. No construirán fortalezas en el país de los latinos y, si entran en esta tierra como enemigos, no pernoctarán en ella.

### Condiciones a Roma
Con el tratado del 509, citado por Polibio, Roma y sus aliados se comprometían a no navegar más allá del «Bello Promontorio» (en el golfo de Cartago), a menos que a ello les obligara una tormenta o el acoso de navíos enemigos. en cualquier caso, si esto ocurría, solo podrían adquirir lo necesario para efectuar reparaciones en sus barcos o llevar a cabo ceremonias religiosas. Además, deberían volver a partir en un plazo de cinco días. Los comerciantes solo podrían operar en Cerdeña y África bajo el control de subastadores, para garantía del vendedor. En la Sicilia cartaginesa, sin embargo, los romanos gozarían de los mismos derechos que los cartagineses.
Es de destacar que Cartago considerara África y Cerdeña como territorios propios, mientras que especificara que solo controlaba el territorio no griego de Sicilia.
Estas limitaciones no parecen haber representado un problema para Roma. Es probable que a Roma le interesara tener la cobertura naval púnica contra una flota siracusana cada vez más intrusiva. La república acababa de nacer, y se veía inmersa en un constante conflicto contra los pueblos itálicos, y con los etruscos, quienes intentaron restaurar su control sobre Roma en la persona de Lars Porsena. La ciudad no tenía por entonces intereses expansionistas al sur del Lacio y, en cualquier caso, la marina comercial italiana era inexistente.

### Condiciones a Cartago
En el tratado del 509, Cartago y sus aliados se comprometían a no atacar una serie de colonias del Lacio «sometidas a los romanos», así como a no atacar a ciudades independientes. En caso de conquista, Cartago debería restituirlas intactas a Roma. Los cartagineses no podían construir fortalezas en el Lacio, ni tampoco pernoctar allí.
Como se puede extraer del texto, Roma solo consideraba al Lacio como territorio propio, mientras que no se hace referencia a la Campania, y sobre todo no se menciona Etruria.
Cartago no podía permitirse operaciones militares en el Lacio, comprometida como estaba en la guerra contra los griegos. La ciudad púnica estaba principalmente interesada en tutelar el tráfico comercial y marítimo en su esfera de influencia propia, más que en interferir en regiones menos rentables, distantes pero ricas, como la costa ibérica. En definitiva, ambas ciudades simplemente plasmaron por escrito sus limitaciones.

### Análisis

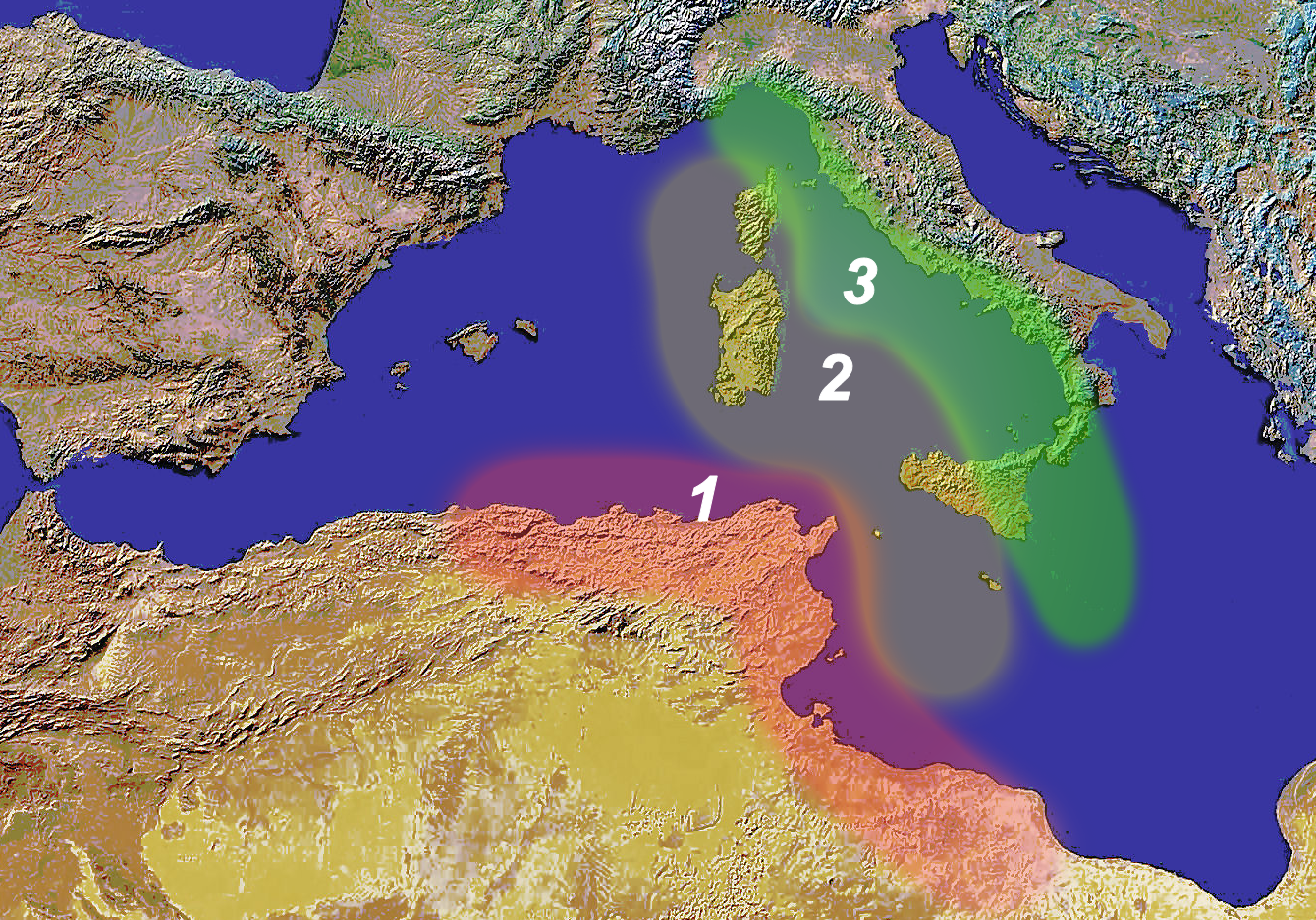
División del área:
1: Área prohibida a Roma
2: Área tolerada en caso de emergencias
3: Aguas abiertas

Se puede observar que Cartago no renunciaba a adoptar acciones militares, excepto dentro de un pequeño territorio (el Lacio), sobre el cual probablemente no tenía mucho interés, mientras se guardaba el derecho de actuar contra griegos y etruscos, económica y militarmente significativos, potentes y peligrosos.
En el mapa se pueden observar tres zonas, delimitadas claramente en el tratado:
1. Esta área quedaba vetada a Roma, y de hecho la armada de Cartago impedía cualquier operación comercial o militar más allá del canal de Sicilia y en la costa africana.
2. Esfera de influencia cartaginesa, aunque no se hallaba bajo el control directo púnico. De hecho, aquí actuaban libremente las flotas griega y etrusca. Cartago se reservaba eliminar pequeñas controversias comerciales ofreciendo 'magnánimamente' a los romanos la posibilidad de encontrar refugio (de manera muy puntual) en caso de agresión enemiga o inclemencias ambientales.
3. Esta zona se hallaba sujeta a control naval etrusco y griego, en ella los cartagineses contactaban con los latinos únicamente para reclutar combatientes mercenarios.

Digno de destacar es el hecho de que algunas ciudades del Lacio son citadas de manera específica. La expansión romana, tras la caída de Tarquinio el Soberbio, se orienta principalmente hacia la costa tirrénica, al suroeste. La República Romana quedó proclamada mientras el ejército de Tarquino operaba contra Ardea.
Es posible suponer legítimamente que Roma, en su insignificancia, quisiera asegurarse la no intervención de terceros en tierra mientras comenzaba a presionar al mundo griego. De otro modo, no es posible explicar el contraste entre la guerra en Ardea y la «protección» diplomática ofrecida a la ciudad contra los púnicos. De ahí la prohibición a Cartago de construir fortalezas en la zona. Es posible argumentar que Roma ya había programado su expansión hacia la rica y fértil Campania, y que solo la caída de la monarquía había ralentizado la carrera romana a la hegemonía sobre los pueblos circundantes.
El historiador romano Tito Livio menciona:

Cum Graecis a Camillo nulla memorabilis gesta res; nec illi terra, nec romano mari bellator erat. [...] Cuius populi ea cuiusque gentis classis fuerit nihil certi est. Maxime Siciliae fuisse tyrannos crederim...
No sucedieron gestas memorables entre Camilo y los griegos, mediocres combatientes en tierra, como los romanos lo eran en el mar. [...] A qué pueblo o nación pertenecía aquella flota, no se puede afirmar con certeza. Me inclino por los tiranos de Sicilia...
Tito Livio, Ab urbe condita libri VII, 26

Fuera cual fuese la nacionalidad de los piratas, Roma parecía sentir la presión sobre sus costas y, consciente de su superioridad terrestre sobre los griegos (mediocres combatientes en tierra), no podía sino acoger favorablemente la visita de embajadores púnicos:

Et cum Carthaginiensibus legatis Romae foedus ictum, cum amicitiam et societatem petentes venissent
Fue cerrado también en Roma un pacto con emisarios cartagineses, quienes vinieron buscando amistad y alianza
Tito Livio, Ab urbe condita libri VII, 27

## Segundo tratado

Cartago no mejoraba. Los etruscos estaban bajo ataque romano y galo (348 a. C.).

Se intentaba, en la práctica, copiar el primer tratado, con la adición de algunas ciudades más. Por su parte, los cartagineses agregaron Tiro y Útica, mientras prometían no atacar las ciudades costeras del Lacio que se habían aliado a Roma.

### Texto
ἐπὶ τοῖσδε φιλίαν εἶναι Ῥωμαίοις καὶ τοῖς Ῥωμαίων συμμάχοις καὶ Καρχηδονίων καὶ Τυρίων καὶ Ἰτυκαίων δήμῳ καὶ τοῖς τούτων συμμάχοις. τοῦ Καλοῦ ἀκρωτηρίου, Μαστίας Ταρσηίου, μὴ λῄζεσθαι ἐπέκεινα Ῥωμαίουω μηδ' ἐμπορεύεσθαι μηδὲ πόλιν τινὰ μὴ οὖσαν ὑπήκοον Ῥωμαίοις, τὰ χρήματα καὶ τοὺς ἄνδρας ἐχέτωσαν, τὴν δὲ πόλιν άποδιδότωσαν. ἐὰν δέ τινες Καρχηδονίων λάβωσί τινας, πρὸς οὓς εἰρήνη μέν ἐστιν ἔγγραπτος Ῥωμαίοις, μὴ ὑποτάττονται δέ τι αὐτοῖς, μὴ καταγέτωσαν εἰς τοὺς Ῥωμαίων λιμένας, ἐὰν δὲ καταχθέντος ἐπιλάβηται ὁ Ῥωμαίοις, ἀφιέσθω. ὡσαύτως δὲ μηδ᾿ οἱ Ῥωμαῖοι ποιείτωσαν. Ἂν ἔκ τινος χώρας, ἧς Καρχηδόνιοι ἐπάρχουσιν, ὕδωρ ἢ ἐφόδια λάβῃ ὁ Ῥωμαῖος, μετὰ τούτων τῶν ἐφοδίων μὴ ἀδικείτω μηδένα πρὸς οὓς εἰρήνη καὶ φιλία ἐστὶ Καρκηδονίοις. ὡσαύτως δὲ μηδ᾿ ὁ Καρκηδόνιος ποιείτω. εἰ δέ, μὴ ἰδίᾳ μεταπορευέσθω. ἐὰν δέ τις τοῦτο ποιήσῃ, δημόσιον γινέσθω τὸ ἀδίκημα. Ἐν Σαρδόνι καὶ Λιβύῃ μηδεὶς Ῥωμαίων μήτ᾿ ἐμπορευέσθω μήτε πόλιν κτιζέτω (...) εἰ μὴ ἕως τοῦ ἐφόδια λαβεῖν ἢ πλοῖον ἐπισκευάσαι. ἐὰν δὲ χειμὼν κατενέγχῃ, ἐν πένθ᾿ ἡμέραις ἀποτρεχέτω. Ἐν Σικελίᾳ ἧς Καρχηδόνιοι ἐπάρχουσι καὶ ἐν Καρχηδόνι πάντα καὶ ποιείτω καὶ πωλείτω ὅσα καὶ τῷ πολίτῃ ἔξεστιν. ὡσαύτως δὲ καὶ ὁ Καρχηδόνιος ποιείτω ἐν Ῥώμῃ.
(Polibio, Historias, III, 24)
Habrá alianza entre romanos y sus aliados y los cartagineses, tirios, uticenses y aliados de éstos, con estas condiciones: no se dedicarán los romanos a hacer presas, ni comerciarán ni edificarán ciudad más allá del Bello Promontorio y de Mastia de Tarsis. Si los cartagineses tomasen alguna ciudad en el Lacio que no esté sujeta a los romanos, retendrán para sí el botín y los prisioneros, pero restiruirán la ciudad. Si los cartagineses apresasen a alguien con quien estén en paz los romanos por algún tratado escrito aunque no sea su súbdito, no le llevarán a los puertos de los romanos y, en caso de ser llevado, si le coge algún romano, quedará libre. A lo mismo se atendrán los romanos. Si estos tomasen agua o víveres de alguna tierra de la dominación de los cartagineses, con el pretexto de los víveres no ofenderán a nadie con quien tengan paz y alianza los cartagineses. A nadie le será lícito tomarse la justicia por su mano y, si la tomase, será esto reputado por crimen público. Ningún romano comerciará ni construirá ciudad en Cerdeña y África, ni aportará allá a no ser para tomar víveres y reparar su barco. Si la tempestad le empujase, saldrá en el plazo de cinco días. En aquella parte de Sicilia en que mandan los cartagineses y en Cartago obrará y venderá un romano con la misma libertad que un ciudadano. El mismo derecho tendrá un cartaginés en Roma.

### Estado de Roma
Roma, en 150 años, había conquistado buena parte de Etruria, destruido Veyes, y repelido la invasión de los senones de Breno en el 390 a. C. No obstante, la ocupación gala de la llanura padana en el 360 a. C. amenazaba a la república. Pero sobre todo, Roma se veía sacudida por revueltas internas, principalmente entre patricios y plebeyos para acceder a cargos públicos y, por tanto, a la actividad política y a la gestión de las tierras y botines incautados tras incesantes guerras. Bien por necesidad, bien por elección propia, Roma peleaba contra las tribus de los hérnicos, volscos y tiburtinos, amén de los omnipresentes etruscos. Asimismo, se preparaba para combatir contra los samnitas, quienes procedentes de las montañas se preparaban para invadir la rica Campania, que también era objetivo de los romanos.
En Sicilia y en el sur de Italia, donde Dionisio el Viejo había puesto los cimientos de un estado unificado, su hijo Dionisio el Joven trataba de ampliar su herencia, pero se topó con la oposición de otras fuerzas griegas. Un torbellino de alianzas, incluidas algunas con Cartago, acabaron con la desintegración del reino de Dionisio y su deposición en el 345 a. C.
Tarento, que se había mantenido ajena a las hostilidades, crecía en poder, aunque no se arriesgaba a constituir un estado propio. Nuevas fuerzas llegaron de Grecia. En este contexto comenzó a escucharse el nombre de Roma.

### Estado de Cartago
Tras finalizar la guerra contra los cirenaicos, que estabilizó la frontera oriental del territorio púnico, Cartago seguía en constante guerra contra los griegos, y en particular con Siracusa, por el control total de Sicilia. También se hallaba en conflicto con los etruscos, que al verse bloqueados al norte de Italia por los galos y en el Lacio por los romanos, se lanzaron agresivamente al control del mar Tirreno para manejar el tráfico de la zona.

### Análisis
Obviamente, Cartago debía contemplar a Roma como un posible adversario, que había superado guerras y resistido invasiones, mostrándose potencialmente peligrosa, sin mencionar el vasto territorio que ya controlaba: más extenso que el de su perenne enemigo Siracusa. Además, el hecho de que los mercaderes cartagineses obtuvieran la potestad de comerciar en Roma muestra cómo Cartago no temía la competencia mercantil romana, y que podía operar en su territorio mientras la naciente potencia itálica
pudo haberlo puesto a trabajar para poseer territorios mientras que el naciente poder itálico se estaba convirtiendo en un cliente potencial y que debía ser mantenido bajo control político.
Tal vez sea debido a la diplomacia cartaginesa que la revisión al tratado del 509 impusiera unas cláusulas esencialmente restrictivas a Roma, en un momento en que esta última se encontraba comprometida en obligaciones militares, y por extensión también económicas. Otro punto interesante resulta la prohibición a los romanos de «fundar ciudades». Esta prohibición no aparecía en el primer tratado, y muestra que Cartago pudo haberse dado cuenta del método de expansión utilizado por Roma. El comercio no interesaba a Roma tanto como el control y explotación de su territorio. Si un área estaba abandonada sería sustancialmente ocupada; si el área estaba inhabitada, ésta sería conquistada y forzada a pagar en activos y tropas y, finalmente, a aceptar las colonias romanas. Esto era probablemente extraño para la mentalidad comercial de los cartagineses hacia el 509 a. C., quienes fundaban colonias casi exclusivamente para construir almacenes de recursos adyacentes.

## Tercer tratado

Cartago opera en Sicilia sin éxito. Los etruscos, subyugados. Guerras samnitas en Italia (306 a. C.).

En el 306 a. C., queda estipulado el tercer tratado entre Roma y Cartago. En general, el tratado se muestra filopúnico. Según el historiador griego Filino de Agrigento, Roma se mostró de acuerdo en no penetrar en Sicilia, mientras Cartago aceptaba no poner pie en la península itálica. Esto parecería implicar que Roma se encontraba en situación de inferioridad, pues las restricciones a Cartago no se ven afectadas, mientras que Roma, que antes podía comerciar en igualdad de condiciones, tenía ahora vetado el comercio en Sicilia.

### Estado de Roma
Se deduce así que las ventajas que Roma obtenía de este tratado eran evitar dispersar demasiado sus tropas, permitiéndole concentrarlas en el frente del Samnio, mientras que prevenía cualquier eventual alianza entre cartagineses y etruscos que perjudicara su conquista de Etruria.
En cualquier caso Roma, que por aquella época había asegurado su dominio sobre buena parte de la Etruria meridional y de la costa de Campania, se encontraba en plenas guerras samnitas que, tras su estallido en el 343 a. C., tardarían en concluir hasta el 290 a. C. Estas guerras, por otra parte, se habían convertido en una rebelión global de los pueblos del Lacio y Etruria, quienes trataban de deshacerse de la dominación romana.

### Estado de Cartago
Cartago, por su parte, debía sentir las convulsiones que sufría todo el Mediterráneo oriental tras la muerte de Alejandro Magno, en junio del 323 a. C. Su imperio se había convertido en el inmenso campo de batalla de los diádocos, los generales del ejército greco-macedonio, quienes se repartían los vastos territorios conquistados. Egipto, Grecia, Macedonia, Siria y Asia Menor se vieron envueltos en incesantes guerras que amenazaron el pacífico comercio que discurría hasta entonces. Por otro lado, en el 316 a. C., Agatocles se hacía con el trono de Siracusa y emprendía una campaña para expulsar de Sicilia a los cartagineses. En el 311 a. C., tras ser derrotado en la isla, llevó la guerra a África, conquistando Cirenaica al año siguiente y autoproclamándose «rey de África». No obstante, debió regresar a Sicilia tras la súbita muerte de su hijo, Arcagato. Con todo ello, Cartago, que buscaba definir de una vez por todas su dominio sobre el Mediterráneo occidental, veía necesario cubrirse las espaldas con una Roma que se crecía ante las dificultades, acumulaba colonias y se mostraba cada vez más poderosa. De hecho, en el año 300 a. C., Roma y Tarento concluían un tratado que fijaba el límite de navegación de Roma al promontorio Lacinio (actualmente Cabo Colonna), y en 306 a. C. Roma llegó a un acuerdo con Rodas, otra ciudad en intensa expansión comercial.

### Existencia del tratado
Polibio afirma que este tratado nunca existió ya que fue una falsificación del historiador Filino de Agrigento, y no recoge el texto en sus Historias. Hasta el siglo XIX, los historiadores modernos dieron por válida la versión de Polibio, cuyo éxito parece haber eclipsado el trabajo de Filino. No obstante, la mayoría de los historiadores contemporáneos se muestran de acuerdo en que la negación de Polibio facilitaba el apologismo a Roma por la primera guerra púnica, y defienden la existencia de este tratado.

## Cuarto tratado

Roma controla casi toda la península itálica. Roma y Cartago, en competición directa (279 a. C.).

Entre el primer y el segundo tratado, pasaron 161 años. Entre el segundo y el tercer tratado, pasaron 42 años. Y entre el tercer y cuarto tratado, solo 27 años. Los eventos históricos se suceden cada vez con más rapidez.
Todos estos tratados eran conservados posteriormente en tablas de bronce, en el Erario de los ediles, junto al templo de Júpiter Capitolino.
El cuarto tratado entre Roma y Cartago quedó estipulado en el 279 a. C., cuando Pirro de Epiro desembarcaba en Italia.

### Texto
Ἐν αἷς τὰ μὲ ἄλλα τηροῦσι πάντα κατὰ τὰς ὑπαρχούσας ὁμολογίας, πρόσχειται δὲ τούτοις τὰ ὑπογεγραμμένα. Ἐὰν συμμαχίαν ποιῶνται πρὸς Πύρρον ἔγγραπτον ποιείσθωσαν ἀμφότεροι, ἵνα ἐξῇ βοηθεῖν ἀλλήλοις ἐν τῇ τῶν πολεμουμένων χώρᾳ, ὁπότεροι δ᾿ ἂν χρείαν ἔχωσι τῆς βοηθείας, τὰ πλοῖα παρεχέτωσαν Καρκηδόνιοι καὶ εἰς τὴν ὁδὸν καὶ εἰς τὴν ἄφοδον, τὰ δὲ ὀψώνια τοῖς αὑτῶν ἑκάτεροι. Καρκηδόνιοι δὲ καὶ κατὰ θάλατταν Ῥωμαίοις βοηθείτωσαν, ἂν χρεία ᾖ. Τὰ δὲ πληρώματα μηδεὶς ἀναγχαζέτω ἐκβαίνειν ἀκουσίως.
(Polibio, Historias, III, 25)
En él (tratado) se conservan los mismos puntos que en los anteriores, y se añade lo siguiente: «Si hacen alianza con Pirro, unos y otros incluirán esta cláusula por escrito: Que les sea lícito ayudarse mutuamente en el país de los atacados. En el caso de que cualquiera de los dos pueblos necesite socorro, los Cartagineses pondrán los barcos, tanto para el viaje como para el combate; pero cada uno pagará el sueldo a sus tropas. Los Cartagineses socorrerán a los Romanos incluso en el mar si fuese necesario. Pero ninguno será obligado a desembarcar su tripulación contra su voluntad.»

### Tarento
Las guerras samnitas concluyeron oficialmente en el año 290 a. C. Con la derrota del pueblo samnita, que había apoyado sistemáticamente las rebeliones de otros pueblos itálicos contra el poder romano,
Roma alivió la presión interna y la de estos pueblos sobre las ciudades griegas del sur de Italia, especialmente sobre Tarento. Siracusa permaneció en guerra con Cartago y, después de la muerte de Agatocles, se vio envuelta en una guerra civil. Los ítalos fueron atacados por las legiones romanas. Tarento estaba experimentando un periodo de expansión y esplendor, similar a aquel en que limitaba el tráfico marítimo romano en el tratado del 303 a. C. Roma se reveló un enemigo poderoso e incómodo, como se había mostrado antes frente a los samnitas. En el 282 a. C., un escuadrón de diez naves romanas apareció en aguas tarentinas, violando el tratado, pero fueron destruidas u obligadas a escapar. Cuando una delegación romana fue enviada a solicitar la restitución de los barcos perdidos y la devolución de los prisioneros, fue insultada. Inevitablemente, la guerra comenzó en 281 a. C. Los tarentinos trataron inicialmente de formar una liga antirromana con las poblaciones itálicas pero, ante las pocas garantías de éxito, pidieron la asistencia de Pirro, rey del Epiro.

### Pirro
En el año 280 a. C., Pirro contaba 39 años. Había sido rehén de Casandro de Macedonia, y reinstaurado en el trono de Epiro en 297 a. C. por Ptolomeo I Sóter. Dos años después, Pirro se casó con Lanassa, hija del tirano Agatocles de Siracusa, y recibió las islas de Córcira y Léucade como dote.
En el 280 a. C., Pirro fue llamado a Italia por Tarento, que estaba sucumbiendo ante las legiones romanas. Llegó con un ejército de 25 000 hombres y 20 elefantes, presentándose a sí mismo como el campeón de la Hélade contra el avance de los bárbaros itálicos.
El ataque de Pirro a Roma fue, inicialmente, coronado con el éxito: venció a las legiones del cónsul Publio Valerio Levino en la batalla de Heraclea, gracias a la utilización de elefantes, nunca antes vistos por los romanos. Sin embargo, las pérdidas fueron cuantiosas en ambos bandos, tanto que Pirro envió a un embajador para proponer el cese de hostilidades.
La guerra continuó de mano de Apio Claudio el Censor, probablemente influyó la aparición súbita de una amenazante flota cartaginesa al puerto romano de Ostia, que recordaba a los romanos la presencia e influencia de la ciudad africana.
En el 279 a. C. Pirro derrotó a los romanos en otra gran batalla, en Asculum. Las ingentes pérdidas del ejército epirota, no obstante, dieron origen al término «victoria pírrica». Tras el combate, Pirro regresó a Tarento.

### Cartago
Siracusa, tratando de cambiar su suerte, y aprovechando que Pirro estaba casado con la hija de Agatocles, le ofreció la corona de Sicilia a cambio de su asistencia contra los cartagineses. Pirro aceptó, en parte para abandonar la península y evitar así a los romanos, que se habían mostrado como unos rivales muy duros. Pirro desembarcó en Sicilia con éxito, y empujó a los cartagineses de regreso a la fortaleza de Lilibeo. Estas maniobras forzaron el acercamiento de Roma y Cartago, que se tradujo en la firma del cuarto tratado.

### Análisis
En el tratado se vislumbra una mejora en las condiciones a Roma, como reconocimiento a su creciente poder militar y económico, mientras Cartago muestra mayor debilidad, fruto probablemente de sus dificultades en Sicilia. Cartago concedía a Roma un trato de igual a igual.
Polibio apunta que Pirro se citaba explícitamente en el tratado, y que las dos partes, aunque libres de pactar con el rey epirota, formarían una verdadera y propia alianza en caso de ataque a sus respectivos territorios.
Hubo un evidente intento de Cartago de arrastrar a Roma a una guerra en Sicilia, sabiendo que Roma ya se había enfrentado a Pirro. Los cartagineses se comprometían a suministrar barcos para el transporte de tropas, en caso de necesidad, y a pagar los costes suplementarios, pero no comprometerían a sus marinos en tierra.
Éste es un punto en particular importante: las naves no podían transportar más pasajeros adicionales, y los generales comúnmente usaban a los marineros como soldados cuando llegaba el momento de la batalla. Basta recordar como, solo unos pocos años después, Escipión el Africano, después de varar a la marina cartaginesa, utilizaba a esos mismos marineros en las operaciones en tierra contra el hermano de Aníbal, Asdrúbal Barca. La ayuda que ofrecía la armada cartaginesa era, por tanto, consistente.
Los púnicos pensaban, evidentemente, que solo se enfrentarían a los griegos en tierra en Sicilia, pues los marinos eran demasiado valiosos como para transformarlos en infantes. Pero, sobre todo, los marineros eran cartagineses, mientras que la mayor parte del ejército terrestre estaba compuesta por mercenarios. En opinión de Cartago, probablemente, Roma no era otra cosa que una fuente de tropas a buen precio.

### Consecuencias

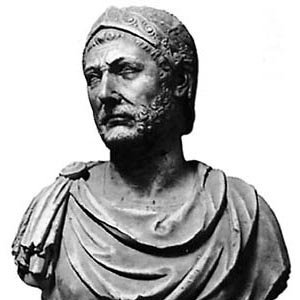
Busto de Aníbal Barca, uno de los mayores estrategas de la historia.

Aunque técnicamente las dos ciudades no se vieron obligadas a apoyarse mutuamente, parece claro que Cartago intentaba forzar a Roma a prestarle asistencia en caso de una guerra terrestre, en la cual los púnicos se sentían menos capacitados. En este caso, los cartagineses se limitarían a financiar una parte de los costes. Cartago también subestimó la determinación romana por expandir sus dominios: a ojos púnicos, los romanos eran bárbaros itálicos, como aquellos que utilizaban en sus ejércitos mercenarios, algo más evolucionados cívica y tácticamente.
Por el contrario, es posible suponer que este último tratado permitió a los romanos tomar conciencia de su creciente desarrollo, la importancia y potencia alcanzadas por la república. Si alguna vez Roma había sentido complejo de inferioridad frente a Cartago, ciertamente éste había desaparecido: primero «desairados» y después suplicados por los cartagineses, es posible que los romanos comprendieran que, tras derrotar a Pirro (quien a su vez había derrotado a los cartagineses) bastaba alargar sus brazos un poco más para hacerse con la fértil Sicilia.
En el 275 a. C., tras la caída de Maleventum (Beneventum), Pirro retornó definitivamente a Epiro, dejando a Roma como dueña de toda la península italiana al sur de los Apeninos tosco-emilianos, en contacto estrecho con la cultura griega, y con ella a las técnica de construcción y gestión naval, consciente de la potencia de sus legiones y por extensión, de su capacidad de expansión.
Quince años más tarde, en el 264 a. C., daba comienzo la primera guerra púnica.

## Quinto tratado
En 241 a. C., a la conclusión de la primera guerra púnica, Cartago se encontraba en una situación financiera desastrosa: debía pagar la enorme suma de 3200 talentos eubeos en 10 años a los vencedores, como compensación, además de la restitución total de todos los prisioneros de guerra sin rescate alguno. Había perdido la fértil Sicilia, que pasaba a manos romanas, con la prohibición a los cartagineses de declarar la guerra a Gelón II de Siracusa.

### Texto
Además de todo lo establecido en los tratados precedentes, la república romana imponía:
ἐπὶ τοῖσδε φιλίαν εἶναι Καρχηδονίοις καὶ Ῥωμαίοις, ἐὰν καὶ τῷ δήμῳ τῶν Ῥωμαίων συνδοκῇ. ἐκχωρεῖν Σικελίας ἁπάσης Καρχηδονίους καὶ μὴ πολεμεῖν Ἱέρωνι μηδ᾽ ἐπιφέρειν ὅπλα Συρακοσίοις μηδὲ τῶν Συρακοσίων συμμάχοις. ἀποδοῦναι Καρχηδονίους Ῥωμαίοις χωρὶς λύτρων ἅπαντας τοὺς αἰχμαλώτους. ἀργυρίου κατενεγκεῖν Καρχηδονίους Ῥωμαίοις ἐν ἔτεσιν εἴκοσι δισχίλια καὶ διακόσια τάλαντα Εὐβοϊκά.
(Polibio, Historias, 1.62,4-9)
Habrá amistad entre cartagineses y romanos en los siguientes términos, si así lo aprueba el pueblo romano: los cartagineses deberán retirarse de toda Sicilia, y de todas las islas situadas entre ésta e Italia. Cada uno de los dos estados deberá garantizar la seguridad de sus respectivos aliados. Ninguno de los dos impondrá tributos, ni construirá edificios públicos, ni reclutará mercenarios en territorios asociados del otro, ni podrá aceptar la amistad de los aliados del otro. Los cartagineses deberán pagar dos mil doscientos talentos eubeos en diez años, y otros mil de inmediato. Los cartagineses restituirán a Roma todos sus prisioneros, sin rescate alguno.

## Sexto tratado
Ante la imposibilidad de pagar a los mercenarios libiofenicios y númidas que Cartago utilizó en la guerra, estalló una rebelión en la república, que dio lugar a una auténtica guerra civil, y fue conocida como Guerra de los Mercenarios. La guerra duró tres años Aprovechándose de esto, Roma ocupó Córcega y Cerdeña, y obligó a Cartago a pagar una nueva indemnización de 1200 talentos para evitar el estallido de una nueva guerra, guerra que la ciudad púnica no podía permitirse.
El tratado se firmó en el 237 a. C.

### Texto
λήξαντος τοῦ Λιβυκοῦ πολέμου, Ῥωμαῖοι Καρχηδονίοις πόλεμον ἐξενέγκαντες ἕως δόγματος ἐπισυνθήκας ἐποιήσαντο τοιαύτας: ἐκχωρεῖν Καρχηδονίους Σαρδόνος καὶ προσεξενεγκεῖν ἄλλα χίλια καὶ διακόσια τάλαντα, καθάπερ ἐπάνω προείπαμεν.
(Polibio, Historias, III, 27.7-8)
Concluida la guerra líbica, después de que los romanos hubieran aprobado un decreto por el cual se declaraba la guerra de Cartago, añadieron las siguientes cláusulas, como afirmaba más arriba: «Los cartagineses deben evacuar Cerdeña y pagar una suma adicional de 12 000 talentos».

### Consecuencias
Este tratado representa una humillación a los cartagineses, que sin embargo, dada su situación próxima a la bancarrota, no pudieron hacer otra cosa que aceptar la derrota sin haber combatido.

## Séptimo tratado

Roma y Cartago en el 218 a. C., donde aparece el río Ebro.

Una vez finalizada la Guerra de los Mercenarios, Cartago necesitaba una vía de expansión alternativa, para acceder a las materias primas y al mercado de mercenarios. El reputado general y político Amílcar Barca inició la conquista de la península ibérica, lugar donde Cartago ya poseía amplios intereses comerciales, utilizándola como punto de apoyo para recuperar las finanzas púnicas.
La expedición cartaginesa parte de la ciudad de Gadir (actual Cádiz). Si bien fue inicialmente conducida sin la aprobación del Consejo de los Cien, Desde el 237 a. C., año de su salida de África, hasta 229 a. C. en que murió en combate, Amílcar se arriesgó a convertir la expedición africana en autosuficiente, tanto desde el punto de vista económico como desde el militar. Procedió a enviar a Cartago grandes cantidades de bienes y metales preciosos requisados de las tribus iberas como tributo.
Muerto Amílcar, su yerno Asdrúbal el Bello adoptó el mando durante ocho años, e inició una política de consolidación de las tierras conquistadas.
En conflicto con los galos, y presionados además por su aliada Massilia, que veía aproximarse el peligro desde el sur, los romanos firmaron un tratado con Cartago en 226 a. C. En este tratado, se fijaba el río Íberus (Ebro) como el límite septentrional de la expansión cartaginesa. Quedaba así reconocido de modo implícito el nuevo territorio sujeto a control cartaginés.

### Texto
ἐπὶ δὲ τοῖς προειρημένοις τελευταῖαι πρὸς Ἀσδρούβαν ἐν Ἰβηρίᾳ γίνονται διομολογήσεις, ἐφ᾽ ᾧ μὴ διαβαίνειν Καρχηδονίους ἐπὶ πολέμῳ
(Polibio, Historias III, 27.9)
Además se convino el último en esta serie de tratados hechos con Asdrúbal en Iberia, por el cual los cartagineses no debían cruzar el Ebro en armas.

### Consecuencias
En el 218 a. C. Aníbal atacó la ciudad de Sagunto, que había entrado en conflicto con los turdetanos, aliados de Cartago. Aunque la ciudad se encontraba al sur del Ebro, era aliada de la República romana, quien envió un ultimátum a Aníbal para que se detuviera. Ante la negativa del cartaginés, dio comienzo la segunda guerra púnica, que duraría 16 años.

## Octavo tratado

### Texto
Ἦν δὲ τὰ κεφάλαια τῶν προτεινομένων ταῦτα. πόλεις ἔχειν κατὰ Λιβύην ἃς καὶ πρότερον εἶχον ἢ τὸν τελευταῖον πόλεμον ἐξενεγκεῖν Ῥωμαίοις, καὶ χώραν ἣν καὶ τὸ παλαιὸν εἶχον, κτήνη καὶ σώματα καὶ τὴν ἄλλην ὕπαρξιν, ἀπὸ δὲ τῆς ἡμέρας ἐκείνης ἀσινεῖς Καρχηδονίους ὑπάρχειν, ἔθεσι καὶ νόμοις χρῆσθαι τοῖς ἰδίοις, ἀφρουρήτους ὄντας. ταῦτα μὲν οὖν ἦν τὰ φιλάνθρωπα, τὰ δ᾽ ἐναντία τούτοις πάλιν τὰ κατὰ τὰς ἀνοχὰς ἀδικήματα γενόμενα πάντα Καρχηδονίους ἀποκαταστῆσαι Ῥωμαίοις, τοὺς αἰχμαλώτους καὶ δραπέτας ἐκ παντὸς ἀποδοῦναι τοῦ χρόνου, τὰ μακρὰ πλοῖα παραδοῦναι πάντα πλὴν δέκα τριήρων, ὁμοίως καὶ πάντας τοὺς ἐλέφαντας. πόλεμον μηδενὶ τῶν ἔξω τῆς Λιβύης ἐπιφέρειν καθόλου μηδὲ τῶν ἐν τῇ Λιβύῃ χωρὶς τῆς Ῥωμαίων γνώμης: οἰκίας καὶ χώραν καὶ πόλεις, καὶ εἴ τι ἕτερόν ἐστι Μασαννάσου τοῦ βασιλέως ἢ τῶν προγόνων ἐντὸς τῶν ἀποδειχθησομένων ὅρων αὐτοῖς πάντα ἀποδοῦναι Μασαννάσᾳ: σιτομετρῆσαί τε τὴν δύναμιν τριμήνου καὶ μισθοδοτῆσαι μέχρι ἂν ἐκ Ῥώμης ἀντιφωνηθῇ τι κατὰ τὰς συνθήκας: ἐξενεγκεῖν ἀργυρίου τάλαντα μύρια Καρχηδονίους ἐν ἔτεσι πεντήκοντα, φέροντας καθ᾽ ἕκαστον ἐνιαυτὸν Εὐβοϊκὰ τάλαντα διακόσια: ὁμήρους δοῦναι πίστεως χάριν ἑκατὸν οὓς ἂν προγράψῃ τῶν νέων ὁ στρατηγὸς τῶν Ῥωμαίων, μὴ νεωτέρους τετταρεσκαίδεκα ἐτῶν μηδὲ πρεσβυτέρους τριάκοντα.
(Polibio, Historias XV, 18)
Los puntos principales de las condiciones propuestas eran como siguen: Cartago retendría todas las ciudades bajo su control en África antes de entrar en guerra con Roma, todos sus territorios originales, todos los pueblos, ganado, esclavos y demás propiedades: desde ese día en adelante los cartagineses no sufrirían ningún daño, serían gobernados bajo sus propias leyes y costumbres, y no recibirían guarnición alguna. Estas eran las condiciones favorables, el resto por el contrario eran como siguen: Debía pagarse una compensación a Roma por todos los actos de injusticia cometidos por los cartagineses durante la tregua: los prisioneros de guerra y desertores que hubieran caído en sus manos a lo largo de la guerra les debían ser entregados: debían rendir todos sus navíos de guerra exceptuando diez trirremes, además de todos sus elefantes: No emprenderían acciones bélicas contra ninguna nación dentro o fuera de África sin consultar a Roma: debían devolver al rey Masinisa, dentro de las fronteras que serían asignadas, todas las casas, tierras y ciudades, y cualquier otra propiedad que le perteneciera a él o a sus ancestros: debían abonar 10 000 talentos en quince años, pagando doscientos talentos eubeos cada año: finalmente, debían enviar una garantía de cien rehenes, elegidos por el general romano (Nota: Escipión) de entre sus jóvenes, de edad comprendida entre 14 y 30 años.

### Cartago y las condiciones de paz
Tras la guerra, Cartago perdía definitivamente Iberia, que pasó a manos romanas. A los púnicos les fue impuesta una indemnización de 10 000 talentos eubeos, su armada se vio reducida a 10 trirremes ―apenas suficientes para enfrentar a los piratas― y le fue prohibido declarar la guerra a cualquier nación sin permiso de Roma. Este último punto beneficiaba especialmente a la Numidia de Masinisa, que se anexionó grandes extensiones de territorio cartaginés.

### Roma y el Mediterráneo
Roma tenía las manos libres para emprender con decisión la conquista de la Galia, Iliria, Grecia y todos los reinos de la costa asiática comprendidos entre el mar Mediterráneo y el mar Negro. Los romanos tardarían solo 34 años en finalizar estas hazañas, con la batalla de Pidna como colofón, frente a los 53 años calculados por Polibio.

### Consecuencias
En Roma, el final de la guerra no fue acogido demasiado bien por todos, por razones tanto políticas como morales. Cuando el senado decretó la paz con Cartago según las condiciones del tratado, Quinto Cecilio Metelo, ya cónsul en el 206 a. C. afirmó que no creía que el final de la guerra fuera bueno para Roma, pues temía que el pueblo romano no regresara al estado de tranquilidad previo a la llegada de Aníbal.
Por otro lado, como Catón el Viejo temía, era probable que Cartago no hubiera cesado de ser una amenaza. Como se ha demostrado arqueológicamente, los puertos púnicos de Cartago fueron construidos con posterioridad al tratado.
En su interior, ocultas a la vista de los observadores, podían albergarse 220 naves, una cifra mucho mayor a las diez trirremes que estipulaba el tratado.
Medio siglo más tarde, cuando el pueblo cartaginés finalmente se rebelaría frente a los continuos ataques de Masinisa, esta rebelión ―no autorizada por los romanos― fue adoptada por Roma como casus belli para comenzar la tercera guerra púnica, basándose en la última cláusula del tratado.